# Italien i olympiska sommarspelen 1964
Italien deltog med 168 deltagare vid de olympiska sommarspelen 1964 i Tokyo. Totalt vann de tio guldmedaljer, tio silvermedaljer och sju bronsmedaljer.

## Medaljer

### Guld
- Fernando Atzori - Boxning, flugvikt.
- Cosimo Pinto - Boxning, lätt tungvikt.
- Mario Zanin - Cykling, linjelopp.
- Giovanni Pettenella - Cykling, sprint.
- Sergio Bianchetto och Angelo Damiano - Cykling, tandem.
- Abdon Pamich - Friidrott, 50 kilometer gång.
- Franco Menichelli - Gymnastik, fristående.
- Mauro Checcoli - Ridsport, fälttävlan.
- Paolo Angioni, Mauro Checcoli, Giuseppe Ravano och Alessandro Argenton - Ridsport, fälttävlan.
- Ennio Mattarelli - Skytte, trap.

### Silver
- Ferruccio Manza, Severino Andreoli, Luciano Dalla Bona och Pietro Guerra - Cykling, lagtempolopp.
- Giorgio Ursi - Cykling, förföljelse.
- Franco Testa, Cencio Mantovani, Carlo Rancati och Luigi Roncaglia - Cykling, lagförföljelse.
- Sergio Bianchetto - Cykling, sprint.
- Giovanni Pettenella - Cykling, tempolopp.
- Giovan Battista Breda, Giuseppe Delfino, Gianfranco Paolucci, Alberto Pellegrino och Gianluigi Saccaro - Fäktning, värja.
- Giampaolo Calanchini, Wladimiro Calarese, Pierluigi Chicca, Mario Ravagnan och Cesare Salvadori - Fäktning, sabel.
- Franco Menichelli - Gymnastik, ringar.
- Renato Bosatta, Emilio Trivini, Giuseppe Galante, Franco De Pedrina och Giovanni Spinola - Rodd, fyra med styrman.
- Klaus Dibiasi - Simhopp, höga hopp.

### Brons
- Silvano Bertini - Boxning, weltervikt.
- Franco Valle - Boxning, mellanvikt.
- Giuseppe Ros - Boxning, tungvikt.
- Salvatore Morale - Friidrott, 400 meter häck.
- Antonella Ragno-Lonzi - Fäktning, florett.
- Franco Menichelli - Gymnastik, barr.
- Piero d’Inzeo, Raimondo d’Inzeo och Graziano Mancinelli - Ridsport, hoppning.